# Paddy Kenneally
Paddy Kenneally (* 7. Februar 1916 in Youghal, County Cork, Irland; † 1. März 2009), eigentlich John Patrick Kenneally, war ein australischer, irischstämmiger Aktivist für Osttimor, wo er im Zweiten Weltkrieg gekämpft hatte. Außerdem war er aktives Mitglied der Waterside Workers’ Federation of Australia.

## Werdegang

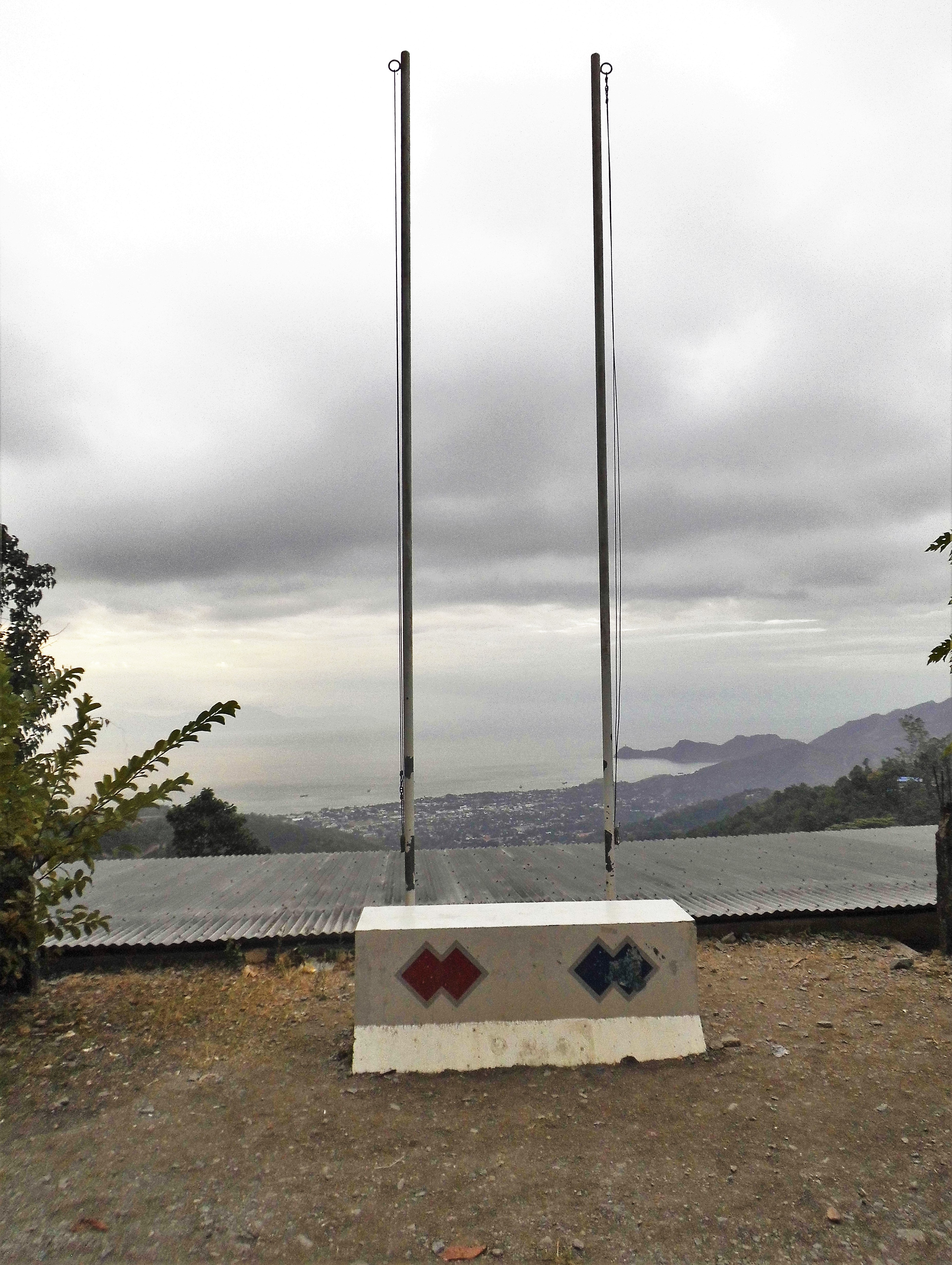
Das Australische Weltkriegsmahnmal in Dare

Zusammen mit seiner Mutter Mary und drei Geschwistern erreichte Kenneally am Saint Patrick’s Day 1927 Australien. Der Vater Michael war schon Jahre vorher hierhin ausgewandert, um dem Krieg in Irland zu entkommen. Er fand eine feste Anstellung als Seemann in der Küstenschifffahrt und konnte so seine Familie unterstützen, mit der er nun wieder vereint war. Sie lebten nun in Sydneys Stadtteil Miller’s Point. Beide Elternteile waren überzeugte irische Nationalisten. In St Patrick’s im Stadtteil The Rocks und bei den Maristen-Schulbrüder in Mittagong erhielt Paddy Kenneally seine Ausbildung, verließ aber die Schule auf dem Höhepunkt der Weltwirtschaftskrise. Nach verschiedenen Arbeiten in Sydney und im Busch bekam er 1937 einen Job als Hafenarbeiter bei No2 Wharf Circular Quay East in Sydney.
Die Gewalt in Irland unter der britischen Besatzung prägten Kenneally nachhaltig. Hier lag auch der Grund, warum er sich 1939, als Großbritannien Deutschland den Krieg erklärte, nicht zur Waffe meldete. Als sein Vormann Tom Ryan im Hafen aber am 7. Dezember 1941 mit der Meldung hereinkam, dass die Japaner Pearl Harbor angegriffen hatten, stieg Kenneally seine Leiter herunter und verließ seinen Arbeitsplatz mit den Worten „I’m off Tom, get yourself another man“. Kenneally meldete sich zum Dienst in der Australischen Armee. Nach eigener Aussage wollte er für Australien, nicht aber für den König, die Amerikaner, Briten oder Russen kämpfen (in dieser Zeit war die Communist Party of Australia bei den Gewerkschaftsmitgliedern stark vertreten). Da Werftarbeiter als kriegswichtig eingestuft waren, brauchte Kenneally drei Tage, bis er am 10. Dezember zur Armee zugelassen wurde. Die Ausbildung dauerte nur eine Woche, dann wurde er nach Norden geschickt.
Bereits am 20. Januar 1942 traf Kenneally in Dili im eigentlich neutralen Portugiesisch-Timor ein und wurde der neugegründeten 2nd Independent Company (dem späteren 2/2 Commando Squadron) zugeordnet. Die Alliierten waren am 17. Dezember 1941 mit Truppen in die portugiesische Kolonie einmarschiert, um einer möglichen japanischen Invasion zuvorzukommen. Timor liegt Australien von Asien aus am nächsten. Die Japaner begannen mit der Invasion Timors im Februar 1942. Kenneally nahm am Guerillakampf teil, der erfolgreich japanische Kräfte band und somit eine japanische Invasion Australiens verhinderte. Er gehörte zu der Gruppe von 13 Männern, die am 14. Mai 1942 einen Überfall auf das japanische Hauptquartier in Dili durchführten und ohne Verluste wieder entkamen. Eine Woche später stellten Kenneally und sechs andere Australier etwa hundert Japanern in den Bergen einen Hinterhalt nahe Remexio. 20 Japaner kamen dabei ums Leben, darunter der „Tiger von Singapur“, ein bekannter japanischer Major. Die Australier selbst erlitten nur wenige Verluste, auch dank der Unterstützung durch die timoresische und portugiesische Bevölkerung, die unter Krieg und Besatzung zu leiden hatte. Von ihr erhielten die Australier Unterkunft und Nahrungsmittel. Timoresen, die Criados genannt wurden, dienten als Führer, Träger und Kämpfer. Während die Alliierten etwa 450 Tote zählten und die Japaner vermutlich etwa 2000 Gefallene zu beklagen hatten, verloren im Zweiten Weltkrieg insgesamt zwischen 40.000 und 70.000 Timoresen ihr Leben. Die Bevölkerungszahl Portugiesisch-Timors betrug vor dem Krieg etwa 450.000. In der Nacht vom 11. zum 12. Dezember 1942 wurde Kenneally, zusammen mit den meisten anderen australischen Soldaten durch den niederländischen Zerstörer Tjerk Hiddes von Timor evakuiert. Die Criados mussten zurückbleiben. Danach kämpfte Kenneally von Juni 1943 bis September 1944 auf Neuguinea, wo er verwundet wurde. Einen Granatensplitter trug er noch Zeit seines Lebens weiter im Körper. Das Kriegsende erlebte Kenneally auf Neubritannien, wo seine Einheit ab April 1945 kämpfte. Nach dem Krieg errichteten die australische Veteranen in Dare ein Denkmal zum Gedenken an die Schlacht um Timor. Von 1946 bis 1958 arbeitete Kenneally noch im Hafen von Sydney. 1952 heiratete Kenneally Nora Kelly, die ebenfalls aus Youghal stammt und die er in London getroffen hatte.
1975 endete die portugiesische Herrschaft über Osttimor. Am 28. November erklärte das Land seine Unabhängigkeit, doch nur neun Tage später begann Indonesien offen mit der Invasion Osttimors und erklärte 1976 die Annexion. Australien unternahm nichts gegen die Invasion und erkannte den Anschluss Osttimors an Indonesien später als einziges Land weltweit an. Für Kenneally war das Geschehen in doppelter Hinsicht niederschmetternd. Zum einen sah er Australien in der Schuld gegenüber den Osttimoresen, die ihnen im Zweiten Weltkrieg geholfen hatten, zum anderen weckte die Okkupation in ihm Erinnerungen an seine Kindheit im Irland unter britischer Herrschaft.
Kenneally begann, sich intensiv für die Unabhängigkeit Osttimors einzusetzen. Er hielt Reden bei Kundgebungen und Konferenzen, nahm an Treffen teil, erstellte Beiträge für Bücher und Filme, unterstützte die katholische Kirche und timoresische Gemeinden in Australien, schrieb an Zeitungen und „piesackte“ Politiker. 1990, im Alter von 76, reiste Kenneally mit einem irischen Pass illegal nach Osttimor, wo er sich mit der Widerstandsbewegung in den Bergen traf. In den Stiefelsohlen schmuggelte Kenneally Informationen über die Situation im Land nach Australien. In Portugal hielt er eine Rede, in dem er ein Unabhängigkeitsreferendum für Osttimor forderte. Diese wurde 1999 durchgeführt, war aber erneut von großer Gewalt gegen die Osttimoresen gezeichnet. Die langsame Reaktion der australischen Regierung darauf desillusionierte Kenneally völlig. Erst drei Wochen nach dem erfolgreichen Referendum und einer massiven Vergeltungsaktion der Indonesier wurde mit der INTERFET eine internationale Schutztruppe unter australischer Führung entsandt. Osttimor kam drei Jahre unter UN-Verwaltung und wurde schließlich am 20. Mai 2002 in die Unabhängigkeit entlassen.
Nochmals engagierte sich Kenneally öffentlich, als es zwischen Australien und Osttimor zu Streitigkeiten über die Seegrenze und die Teilung der Gewinne aus den Erdöl und Erdgasvorkommen in der Timorsee kam. Die bisherigen Verträge verschoben die Anrechte auf die Gewinne zu Gunsten Australiens. In einem Fernsehspot im nationalen Fernsehen am Vorabend des ANZAC Days 2005 forderte Kenneally, zusammen mit fünf anderen Veteranen, Premierminister John Howard auf, Osttimor fair zu behandeln. Kenneally sagte in Richtung des australischen Regierungschefs: „I'd rather that you did not come to my Anzac Day parade“ (deutsch „Ich möchte lieber, dass Sie nicht zu meiner Anzac Day Parade gekommen sind“).
Ein letztes Mal reiste Kenneally im April 2008 nach Osttimor. Zwei seiner Söhne und ein Enkel begleiteten ihn. Im darauffolgenden Jahr starb Kenneally. Er war der letzte Überlebende der Militäreinheit, mit der auf Timor seinen Dienst versehen hatte. Kenneally hinterließ seine Frau Nora, die gemeinsamen Kinder Gerald, Helen, Michael and Seán und sieben Enkelkinder. Der Sydney Morning Herald kommentierte:

“Kenneally probably did more than any other person to remind Australia of its debt to the Timorese especially after the Whitlam government gave Indonesia the green light to invade in 1975.”

„Kenneally hat wahrscheinlich mehr als jede andere Person getan, um Australien an seine Schuld gegenüber den Timoresen zu erinnern, insbesondere nachdem die Whitlam-Regierung Indonesien grünes Licht für die Invasion 1975 gegeben hatte.“

Osttimors Präsident und Friedensnobelpreisträger José Ramos-Horta erklärte:

“What an amazing man God gave us in Paddy; a man of courage, serenity, compassion, loyalty and joy. I sit here in a free and independent Timor-Leste and think how blessed we are to have had such great friends like Paddy Kenneally.”

„Was für ein erstaunlicher Mann, den Gott uns in Paddy geschenkt hat, ein Mann mit Mut, Gelassenheit, Mitgefühl, Loyalität und Freude. Ich sitze hier in einem freien und unabhängigen Osttimor und überlege, wie gesegnet wir sind, so großartige Freunde wie Paddy Kenneally gehabt zu haben.“

## Auszeichnungen
2015 erhielt Kenneally postum von Osttimors Präsidenten Taur Matan Ruak die Medal des Ordem de Timor-Leste.